# Lista de primeiras-damas do estado de Roraima
Esta é a lista que reúne as primeiras-damas do estado de Roraima.
O termo é usado pelo cônjuge do(a) governador(a) de Roraima quando este(a) está exercendo os plenos direitos do cargo. Em uma ocasião especial, o título pode ser aplicado a outra pessoa, quando o(a) governador(a) é solteiro(a) ou viúvo(a). A atual primeira-dama é Simone Denarium, esposa do 10.º governador roraimense Antonio Denarium.
Até a atualidade, todas as ex-primeiras-damas estão vivas: Teresa Surita, ex-esposa de Romero Jucá; Marluce Pinto, viúva de Ottomar Pinto; Suely Campos, esposa de Neudo Campos; Ângela Portela, esposa de Flamarion Portela; Shéridan Oliveira, ex-esposa de José Anchieta Júnior; e Selma Rodrigues, esposa de Chico Rodrigues. Além do ex-primeiro-cavalheiro Neudo Campos, esposo de Suely Campos, que foi governador do estado de Roraima entre 1995 e 2002.
| Nº | Fotografia | Primeira-dama / Primeiro-cavalheiro | Início do mandato      | Fim do mandato         | Governador(a)        | Notas e Referências                                                      |
| -- | ---------- | ----------------------------------- | ---------------------- | ---------------------- | -------------------- | ------------------------------------------------------------------------ |
| 1  |            | Teresa Jucá                         | 15 de setembro de 1988 | 2 de abril de 1990     | Romero Jucá          | [ 1 ]                                                                    |
| 2  |            | Libia Mafra Vilar                   | 2 de abril de 1990     | 15 de março de 1991    | Rubens Vilar         |                                                                          |
| 3  |            | Marluce Pinto                       | 15 de março de 1991    | 1º de janeiro de 1995  | Ottomar Pinto        |                                                                          |
| 4  |            | Suely Campos                        | 1º de janeiro de 1995  | 6 de abril de 2002     | Neudo Campos         | [ 2 ]                                                                    |
| 5  |            | Ângela Portela                      | 6 de abril de 2002     | 10 de novembro de 2004 | Flamarion Portela    | Segunda-dama que assumiu a função de primeira-dama com a posse do marido |
| 6  |            | Marluce Pinto                       | 10 de novembro de 2004 | 11 de dezembro de 2007 | Ottomar Pinto        | [ 4 ]                                                                    |
| 7  |            | Shéridan Oliveira                   | 11 de dezembro de 2007 | 4 de abril de 2014     | José Anchieta Júnior | Segunda-dama que assumiu a função de primeira-dama com a posse do marido |
| 8  |            | Selma Rodrigues                     | 4 de abril de 2014     | 1º de janeiro de 2015  | Chico Rodrigues      | Segunda-dama que assumiu a função de primeira-dama com a posse do marido |
| —  |            | Neudo Campos                        | 1º de janeiro de 2015  | 10 de dezembro de 2018 | Suely Campos         | 1.º Primeiro-cavalheiro de Roraima                                       |
| 9  |            | Simone Denarium                     | 10 de dezembro de 2018 | até a atualidade       | Antonio Denarium     | [ 7 ]                                                                    |